# 長滝村 (岐阜県山県郡)
長滝村（ながたきむら）は、かつて岐阜県山県郡に存在した村である。
現在の山県市長滝に該当する。
地名は、楠木正成夫人久子がこの地に隠棲したさい、久子の出身地（河内国甘南備村）の字名を与えたことによるという。

## 歴史
- 1889年（明治22年）7月1日 - 町村制により、長滝村発足。
- 1897年（明治30年）4月1日 - 上願村、松尾村、平井村、掛村と合併し上伊自良村発足。同日長滝村廃止。

## 神社・仏閣
- 甘南美寺
- 七社神社
- 甘南備神社（甘南美寺の奥の院。楠木家先祖とされる橘諸兄の父、美努王を祀る。）